# Syphax
Syphax C. L. Koch & Berendt, 1854 è un genere di ragni fossili appartenente alla famiglia Thomisidae.

## Caratteristiche
Genere fossile risalente al Paleogene. I ragni sono costituiti da parti molli molto difficili da conservare dopo la morte; infatti i pochi resti fossili di aracnidi sono dovuti a condizioni eccezionali di seppellimento e solidificazione dei sedimenti.

## Distribuzione
La specie è stata rinvenuta in alcune ambre baltiche.

## Tassonomia
A febbraio 2015, di questo genere fossile sono note sei specie:
- Syphax asper Petrunkevitch, 1950 †, Paleogene
- Syphax crassipes Petrunkevitch, 1942 †, Paleogene
- Syphax fuliginosus C. L. Koch & Berendt, 1854 †, Paleogene
- Syphax gracilis C. L. Koch & Berendt, 1854 †, Paleogene
- Syphax megacephalus C. L. Koch & Berendt, 1854[2] †, Paleogene
- Syphax thoracicus C. L. Koch & Berendt, 1854 †, Paleogene